# Hell Awaits
Hell Awaits ist das zweite Studioalbum der kalifornischen Thrash-Metal-Band Slayer. Es wurde 1985 auf Metal Blade Records veröffentlicht.

## Entstehung
Slayers Debütalbum Show No Mercy war Metal Blade Records’ meistverkaufte Veröffentlichung, was den Produzenten Brian Slagel dazu veranlasste, ein weiteres Album mit der Band aufzunehmen. Da die Band sich seit dem Debüt entwickelt hatte, konnte die EP Haunting the Chapel stilistisch als Vorschau gesehen werden, obwohl keiner der Titel auf Hell Awaits erscheinen würde. Nachdem Show No Mercy von Slayer selbst finanziert wurde, tat dies für Hell Awaits Slagel und verpflichtete außerdem mehrere erfahrene Mitarbeiter, um im Studio auszuhelfen. Das Album wurde professioneller aufgenommen als die vorigen, und Dave Lombardos Becken mussten nicht mit Overdub überarbeitet werden.
Bei At Dawn They Sleep beteiligte sich Sänger Tom Araya am Songwriting und steuerte erstmals einen Part bei, der auch Teil des Songs wurde. Beim Albumintro, das klingt, als ob Stimmen den Bandnamen sagen, war Gene Hoglan beteiligt, der die Band im Studio besuchte. Es seien „die seltsamsten Geräusche ins Mikro gegrunzt“ worden. Anschließend wurde es rückwärts abgespielt, „weil es unser zweites Album war“, ein „Willkommen zurück“. Araya sagte in einem Interview, es sei „alles ein großer Zufall“ gewesen. Tatsächlich wurde jedoch „Join us!“ als Rückwärtsbotschaft aufgenommen; spielt man das Lied rückwärts ab, hört man die Botschaft über etwa eine Minute und immer leiser.

## Stil und Inhalt
Musikalisch bewegt sich das Album zwischen schnellem Thrash Metal und mittlerem Tempo. Das Titelstück Hell Awaits etwa beginnt mit einem langsamen Intro, das sich langsam zu einem schnellen Lied aufbaut, und Necrophiliac beispielsweise hat viele Tempowechsel. Die Produktion ist eher schlecht und mit starkem Nachhall unterlegt. Die Lieder auf Hell Awaits sind länger, „mahlender“ und schneller als auf den vorigen Tonträgern. Die Texte behandeln okkulte und blasphemische Themen.

## Titelliste
1. Hell Awaits – 6:12
2. Kill Again – 4:53
3. At Dawn They Sleep – 6:16
4. Haunting the Chapel – 3:59*
5. Praise of Death – 5:17
6. Necrophiliac – 3:43
7. Captor of Sin – 3:31*
8. Crypts of Eternity – 6:37
9. Hardening of the Arteries – 3:57

- Bonus-Tracks auf dem Original-Release von Metal Blade Records (entnommen der Haunting the Chapel-EP von 1984).

## Rezeption
Die Seite TheLeftHandPath.com nahm Hell Awaits in seine Liste wichtiger Thrash-Metal-Alben auf. Todd DePalma bezeichnet das Album als „Soundtrack zu Vampiren, spiritueller Desintegration und leichenfickenden Irren“. Beschwerden über die Produktion und den exzessiven Nachhall seien nebensächlich, nichts sei so krank wie dieses Album. Götz Kühnemund sprach im damaligen Rock Hard vom „bisher tödlichsten Vinyl dieses Erdballs“. Es jage „ein Mörderriff das andere, die Bassdrums fliegen, und die Songs explodieren förmlich“. Er vergab neun von zehn Punkten.
Am 10. Februar 2023 veröffentlichte die belgische Metal-Band Schizophrenia die Cover-EP Chants of the Abyss, auf der sich eine Cover-Version des Slayer-Songs Necrophiliac befindet.